# Tommy Chong

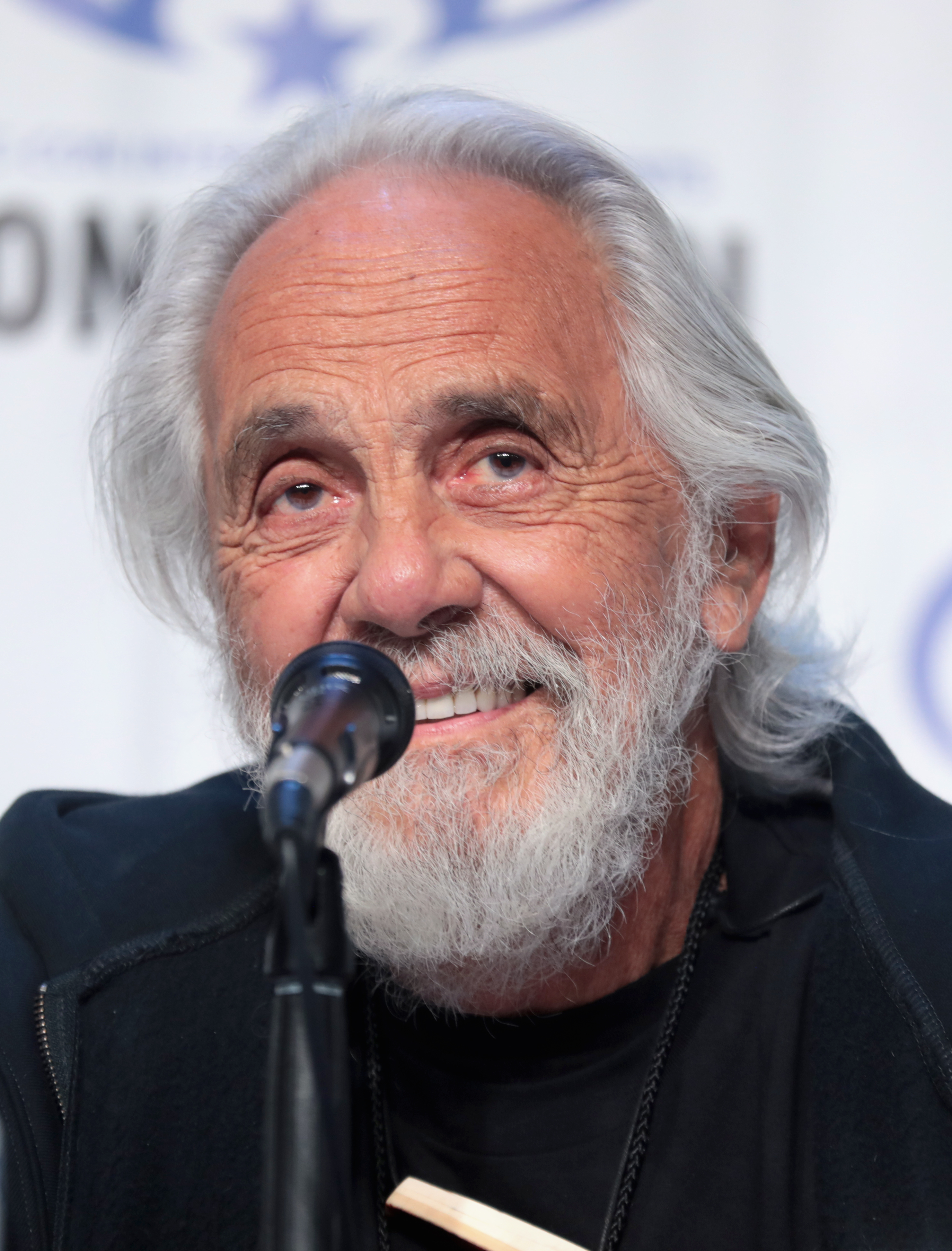
Tommy Chong auf der WonderCon (2022)

Thomas Chong B. Kin (* 24. Mai 1938 in Edmonton, Alberta) ist ein kanadischer Schauspieler und Musiker, der durch seine stereotype Darstellung des kiffenden Hippies Anthony als Teil des Comedy-Duos Cheech und Chong mit Cheech Marin bekannt geworden ist. Seine Kinder Rae Dawn Chong, Robbi Chong und Marcus Chong sind ebenfalls Schauspieler. Er setzt sich für eine flächendeckende Legalisierung von Cannabis ein und ist eine der führenden Personen in der amerikanischen Cannabis-Bewegung.

## Leben
Chong ist der Sohn von Stanley Chong und Lorna Jean, die ihrerseits chinesischer und schottisch-irischer Abstammung waren. Bevor er sich dem Filmgeschäft zuwendete, war er Gitarrist und Songwriter der Motown-Band Bobby Taylor & the Vancouvers. Unter seinen Kompositionen für die Band war Does Your Mama Know About Me, die auf Platz 29 in den US-amerikanischen Pop-Charts und auf Platz 5 in den R&B-Charts landete.
Chong spielte die Rolle des Leo von 1999 bis 2002 sowie von 2005 bis 2006 in der Sitcom Die wilden Siebziger. Diese Rolle übernahm er auch im Ableger Die wilden Neunziger.

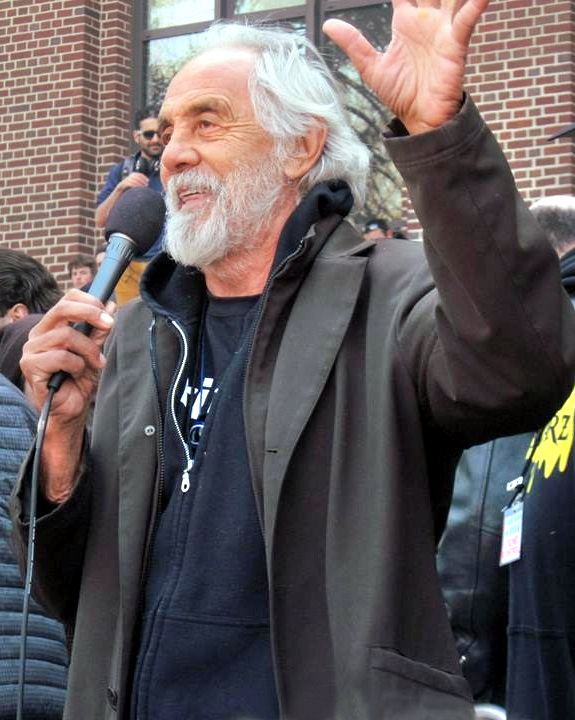
Chong bei einer Veranstaltung für die Legalisierung von Cannabis (2015)

2003 war Chong unter den Beschuldigten zweier US-weiter Ermittlungen mit den Codenamen Operation Pipe Dreams und Operation Headhunter, die Unternehmen zum Ziel hatten, die „Drogenutensilien“ wie Haschischpfeifen und Bongs verkauften. Er wurde der Finanzierung und Bewerbung von Chong Glass / Nice Dreams schuldig gesprochen, einer Firma, die sein Sohn Paris gegründet hatte. Chong gestand, um somit im Gegenzug seine Frau Shelby und seinen Sohn vor einer Verurteilung zu schützen. Während die meisten durch die Untersuchungen betroffenen 55 Personen zu Geldstrafen verurteilt wurden, wurde Chong am 11. September 2003 zu neun Monaten Staatsgefängnis verurteilt. Kurz darauf bildeten Legalisierungsbefürworter eine „Free-Tommy-Chong!“-Bewegung, die seine Freilassung forderte. Chong saß seine Strafe vom 8. Oktober 2003 bis zum 7. Juli 2004 ab und trat im Dezember 2004 in einer Ein-Mann-Show mit dem Namen The Marijuana-Logues auf, einer Parodie auf Eve Enslers The Vagina Monologues. Während seiner Haft lernte er den Unternehmer Jordan Belfort kennen, der gerade seine Strafe wegen Wertpapierbetrugs und Geldwäsche absaß. Diesen ermutigte er, seine Lebensgeschichte in einem Buch zu veröffentlichen, das 2013 unter dem Titel The Wolf of Wall Street von Regisseur Martin Scorsese verfilmt wurde. Der Fall Operation Pipe Dreams wurde von Josh Gilbert in dem Film AKA Tommy Chong dokumentiert.
Anfang 2017 sorgte er für einiges Aufsehen, als er dem Künstler Zachary Cole Fernandez, der an Neujahr 2017 den berühmten Hollywood-Schriftzug in „Hollyweed“ umänderte, ein Pfund Marihuana schenkte. Seit 2017 verkauft Chong in sechs amerikanischen Bundesstaaten Marihuana und andere THC-haltige Produkte seiner eigenen Marke „Chong’s Choice“. Im April 2017 hielt er in Berlin auf der International Cannabis Business Conference einen Vortrag zu den Themen Cannabis, Legalisierung und legale Geschäftsmöglichkeiten.

## Filmografie (Auswahl)
Cheech und Chong

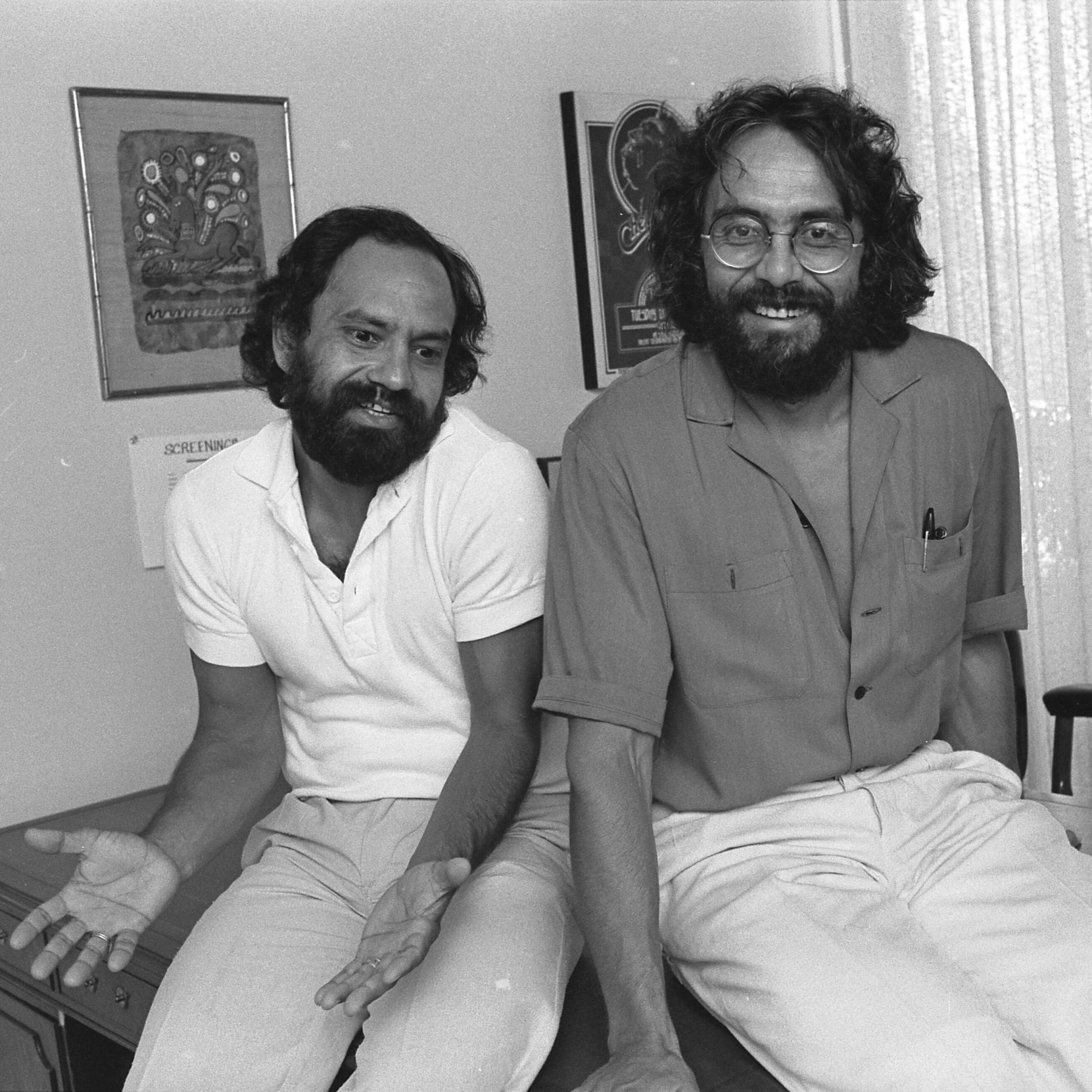
Cheech Marin (links) und Tommy Chong (1979)

- 1978: Viel Rauch um nichts (Up in Smoke)
- 1980: Noch mehr Rauch um überhaupt nichts (Cheech & Chong’s Next Movie)
- 1981: Cheech & Chongs heiße Träume (Nice Dreams)
- 1982: Cheech & Chong im Dauerstress (Things Are Tough All Over)
- 1983: Cheech & Chong – Jetzt raucht überhaupt nichts mehr (Still Smokin’)
- 1984: Cheech & Chong – Weit und breit kein Rauch in Sicht (Cheech & Chong’s the Corsican Brothers)
- 1985: Jetzt hats sich ausgeraucht! (Cheech and Chong: Get Out of My Room)
- 2010: Cheech & Chong’s Hey Watch This!
- 2013: Cheech & Chong’s Animated Movie
- 2024: Cheech and Chong’s Last Movie (Dokumentarfilm)

Weitere Kinofilme
- 1983: Dotterbart (Yellowbeard)
- 1985: Die Zeit nach Mitternacht (After Hours)
- 1990: The Spirit of ’76
- 1990: Far Out Man
- 1990: Tripwire
- 1992: FernGully – Christa und Zaks Abenteuer im Regenwald (FernGully: The Last Rainforest)
- 1992: Life After Sex
- 1995: Senior Trip
- 1997: McHale’s Navy
- 1998: Half Baked
- 2001: The Wash
- 2005: Secret Agent 420
- 2006: Evil Bong
- 2008: Chinaman’s Chance
- 2016: Zoomania (Zootopia)
- 2019: Die Farbe aus dem All (Color Out of Space)
- 2019: Jay and Silent Bob Reboot

Fernsehen
- 1997: Nash Bridges (Fernsehserie, Folge 2x22)
- 1999–2006: Die wilden Siebziger (That ’70s Show, Fernsehserie, 65 Folgen)
- 2019: The Masked Singer (Fernsehsendung, Teilnehmer Staffel 1, 11. Platz)
- 2014: Raising Hope (Fernsehserie, Folge 4x17)
- 2022: Zoomania+ (Zootopia+, Fernsehserie, Folge 1x1)
- 2023–2024: Die wilden Neunziger (That ’90s Show, Fernsehserie, 3 Folgen)